# Incze (Szahin Deż)
Incze – wieś w Iranie, w ostanie Azerbejdżan Zachodni, w szahrestanie Szahin Deż. W 2006 roku liczyła 218 mieszkańców.